# آلفرد لارسن
آلفرد لارسن (انگلیسی: Alfred Larsen; ۲۴ نوامبر ۱۸۶۳ – ۱۰ سپتامبر ۱۹۵۰) قایقران قایق بادبانی اهل نروژ بود.